# Отдельный Арктический пограничный отряд
Отдельный Арктический пограничный отряд (сокращённо ОАПО) — соединение (пограничный отряд) пограничных войск КГБ СССР и ФСБ России, охранявший арктическое побережье от Баренцева моря восточнее острова Колгуева до Чукотского моря.

## История формирования

### Исторические предпосылки к созданию отряда

#### Военный интерес к Арктике
С началом Холодной войны, военное руководство США стало проявлять особый интерес к изучению советских арктических территорий. Через Арктику проходили кратчайшие воздушные пути к СССР, которые можно было использовать для нанесения ядерного удара.
С 1946 года бомбардировщики ВВС США B-29 стали осуществлять регулярные разведывательные полёты к северному полюсу и регулярное патрулирование вдоль границ Советского Союза. В 1947 году авиабаза Форт Уэйнврайт (англ. Ladd Army Airfield) на Аляске была переоборудована под базирование тяжёлых бомбардировщиков.
Перед руководством СССР встал вопрос о незамедлительном изучении возможного будущего театра военных действий.
В начале 1948 года Совет Министров СССР утвердил комплексный план воздушных экспедиций на несколько лет, под кодовым названием «Север». 20 марта 1948 года была создана высокоширотная воздушная экспедиция (ВВЭ) «Север-2», которая стала первым комплексом мероприятий по воздушной разведке Арктики. Авиационное обеспечение экспедиции состояло из 6 гражданских самолётов Ли-2, 4 Ил-12, 1 Пе-8 и 3 военных Ла-11, которые по планам военных предполагалось использовать для отработки взлёта/посадки с ледовых аэродромов с целью перехвата бомбардировщиков ВВС США с ядерным оружием на борту.
Основными задачами перед экспедицией «Север-2» по военной части были:
- поиск надёжных ледовых аэродромов
- определение возможности базирования и действий боевой авиации
- испытание оборудования и снаряжения для экспедиционных самолётов в условиях Центральной Арктики.

По итогам исследований в 1949 году были произведены испытательные полёты по взлёту/посадке на ледовые аэродромы бомбардировщиков Ту-4, которые в случае ядерной войны предстояло использовать для ударов по территории США.
Со смертью И. В. Сталина, тема использования Арктики как возможного театра военных действий перестала быть актуальной.

#### Вопрос пограничного контроля Арктики
До 1960-х годов арктическое побережье РСФСР охранялось только в пределах Мурманской, Архангельской и Магаданской областей.
С западной оконечности арктического побережья охрану осуществляли части Северо-Западного пограничного округа, с восточной оконечности — Тихоокеанского пограничного округа. Большой участок побережья протяжённостью более 7000 километров находился вне пограничного контроля.
Во второй половине 1960-х годов в КГБ СССР стала поступать информация об атомных подводных лодках США, замеченных у арктического побережья РСФСР у мыса Канин Нос в Белом море, в устье Енисея и в устьях других сибирских рек.
Норвегия установила на Шпицбергене радиолокационные станции слежения, обустроила военный аэродром и предоставила свою территорию для обучения разведывательно-диверсионных подразделений стран НАТО. В США высказывались территориальные притязания к СССР на остров Врангеля, обосновывая это тем что он был открыт американцами
Решением ЦК КПСС от 4 февраля 1967 года было принято постановление «Об организации пограничного контроля на побережье морей Северного Ледовитого океана».
3 марта 1967 года руководитель КГБ СССР отдал приказ о создании Отдельного Арктического пограничного отряда, задачей которого являлась охрана участка границы протяженностью 7350 километров.

### Создание отряда
5 мая 1967 года в город Воркуту прибыла группа офицеров во главе с начальником будущего пограничного отряда, которая приступила на месте к созданию пограничного отряда.
22 мая 1967 года на укомплектование штата подразделений отряда прибыла первая группа из 209 военнослужащих срочной службы из Северо-Западного и Западного пограничных округов. 2 июня 1967 года 40 военнослужащих срочной службы прибыли из Закавказского пограничного округа.
Приказом Председателя КГБ от 22 ноября 1967 года день 22 мая объявлен Днём части.
9 октября 1967 года из Северо-Западного пограничного округа прибыло очередное пополнение из 203 человек.
С пополнением было развёрнуто управление пограничного отряда (войсковая часть 2218) и 6 пограничных застав: в посёлках Шмидта, Черском, Чокурдахе, Тикси, Амдерма и в городе Нарьян-Маре.
22 мая 1968 года отряду вручено Боевое знамя.

#### 1968—1992
С февраля 1968 года пограничный отряд начал производить отправку пограничных нарядов в авиационные, морские и речные порты.
До этого времени военнослужащим пограничных застав были оборудованы временные постройки типа КУНГ в следующих населённых пунктах и географических объектах: Певек, Челюскин, Эклипс (бухта), Амдерма, Черский, Шмидт, Хатанга, Нарьян-Мар, мыс Каменный и Диксон.
Приказом Председателя КГБ от 15 июля 1968 года все пограничные заставы переименованы в пограничные заставы Контрольно-пропускных пунктов (погз-КПП).
С декабря 1968 года к пограничный контроль стали осуществлять заставы Челюскин, Нижнеянск и Эклипс.
К весне 1970 года выполнением пограничного контроля занималось уже 15 пограничных застав-КПП.
В 1979 году погз-КПП «Шмидт» и «Певек» были переподчинены созданному Камчатскому пограничному округу.
В июле 1981 года были выставлены пограничные заставы «Средний» и «Нагурский».
В 1982 году на период навигации начали выставляться пограничные заставы «Вайгач» и «Колгуев».
В 1986 году для контроля морского пространства на заставе Челюскин установлены 2 единицы РЛС «Наяда-5».
В 1991 году руководство СССР открыло для прохода иностранным морским судам Северный морской путь.

### Отряд в Российской Федерации
В 1990-е годы на север России стали приходить иностранные компании, ведущие разработку нефтяных и газовых месторождений, что потребовало реформирования системы охраны северных рубежей и структуры подразделений, несущих там службу.
После 1991 года, в связи с тяжёлым экономическим положением в государстве, в пограничных войсках началось реформирование, целью которого ставилось сокращение численности личного состава и одновременно с этим возрастание эффективности охраны границы.
9 сентября 1994 года Отдельный Арктический пограничный отряд вошёл в состав Арктической группы Пограничных войск.
24 декабря 1994 года отряд был переименован в Арктический пограничный отряд Арктической группы Пограничных войск.
В ходе реформирования в период с августа 1994 года по декабрь 1998 года часть подразделений была передана в состав Северо-Западного пограничного округа.
С 1996 года военнослужащие отряда в порядке ротации неоднократно направлялись в командировки для участия в боевых действиях в Чеченскую республику и на охрану таджико-афганской границы.
1 июня 2006 года Арктический пограничный отряд был расформирован. Зона ответственности упразднённого формирования была разделена между военными округами.

## Состав отряда

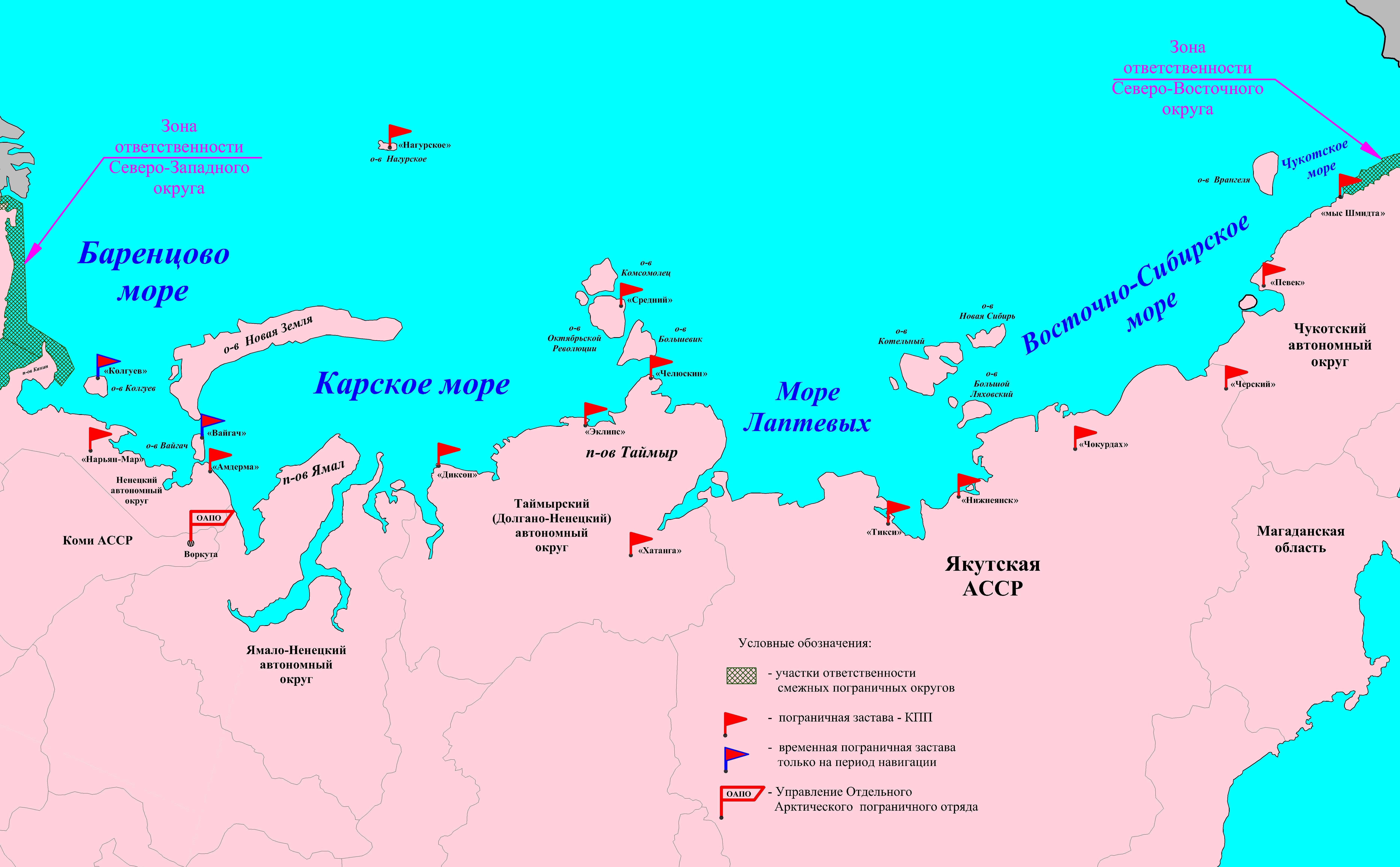
Отдельный Арктический пограничный отряд.
Расположение застав.
Указана застава «посёлок Шмидта»,
переданная в 1979 году в Камчатский округ

Состав Отдельного Арктического пограничного отряда по годам (заставы расположены с востока на запад):
- Управление отряда (в/ч 2532) — Воркута
  - Учебный центр — сформирован в 1972 году, Воркута
  - Инженерный взвод — сформирован в 1986 году, Воркута
- Пограничная застава «посёлок Шмидта» — с октября 1967 года. В 1979 году передан в Камчатский пограничный округ.
- Пограничная застава «Певек» — с февраля 1968 года
- Пограничная застава «Черский» — с октября 1967 года
- Пограничная застава «Чокурдах» — с октября 1967 года
- Пограничная застава «Нижнеянск» — с декабря 1968 года
- Пограничная застава «Тикси» — с октября 1967 года
- Пограничная застава «Хатанга» — с февраля 1968 года
- Пограничная застава «Челюскин» — с декабря 1968 года
- Пограничная застава «Средний» — с июля 1981 года
- Пограничная застава «Эклипс» — с декабря 1968 года
- Пограничная застава «Диксон» — с декабря 1968 года
- Пограничная застава «Нагурское» — с июля 1981 года
- Пограничная застава «Амдерма» — с октября 1967 года
- Пограничная застава «Вайгач» — с 1982 года, только в период навигации
- Пограничная застава «Нарьян-Мар» — с октября 1967 года
- Пограничная застава «Колгуев» — с 1982 года, только в период навигации
- Пограничная застава «Дудинка»

## Начальники отряда
Начальники пограничного отряда:
- Булыгин Владимир Петрович — 1967—1969
- Пестовников Василий Иванович — 1969—1973
- Седых Владимир Ильич — 1974—1979
- Смагин Владимир Иванович — 1980—1984
- Саванявичус Альгимантас Антанасович — 1985—1987
- Когутенко Юрий Захарович — 1988—1992
- Гольбах, Александр Васильевич — 1992—1993
- Мартюшин Валерий Павлович — 1993—1994
- Сафонов Вячеслав Сергеевич — 1994—1998
- Вашкевич Георгий Николаевич — 1998—2006